# Twierdza Akershus
Twierdza Akershus (norw. Akershus Festning) – zamek zbudowany w celu obrony stolicy Norwegii – Oslo.

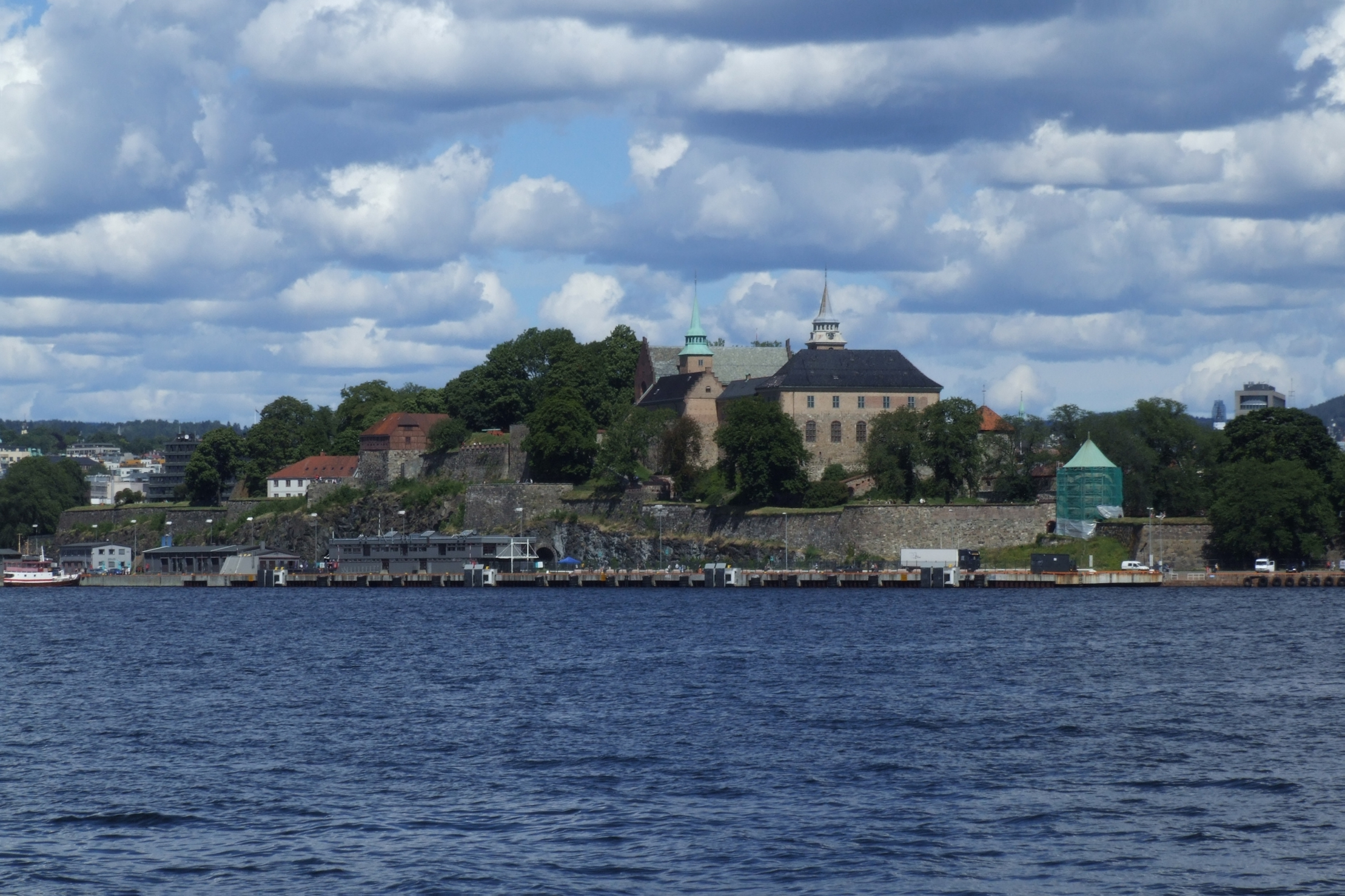
Twierdza widziana z wyspy Hovedøya

Nazwa Akershus powstała z połączenia Aker (nazwa okolicy, w której została założona) oraz hús (forteca, zamek). Pierwsze prace nad fortecą zaczęły się ok. 1290 r., po ataku w 1287 roku zbuntowanego norweskiego szlachcica Alva Erlingssona na Oslo, a zlecił je Haakon V Długonogi (Håkon V Magnusson). Pierwsza wzmianka na temat twierdzy pojawiła się w jednym z listów Haakona w 1300 r. Po raz pierwszy w bitwie twierdza została użyta w 1306 roku. Położona bezpośrednio nad morzem miała strategiczne znaczenie dla Oslo, a co za tym idzie dla Norwegii.
Przez stulecia twierdza służyła kolejnym władcom Norwegii. Po pożarze Oslo w 1624 r. król zjednoczonej Danii i Norwegii Chrystian IV Oldenburg zdecydował się odbudować miasto, leżące do tej pory nieco na wschód od fortecy, właśnie w jej pobliżu. Twierdza przetrwała wiele oblężeń, głównie szwedzkich (w tym oblężenie przez Karola XII) i nigdy nie została zdobyta przez wroga. W roku 1940, w czasie II wojny światowej twierdza była oblężona przez Niemców, ale nawet wtedy nie została zdobyta, tylko przekazana w wyniku kapitulacji. W czasie okupacji niemieckiej w twierdzy było więzienie. W 1945 odbyła się tu egzekucja Vidkuna Quislinga.
Dziś w twierdzy znajduje się szereg muzeów o charakterze militarnym. Akershus jest jedną z atrakcji turystycznych Oslo. Wstęp na teren twierdzy jest wolny przez cały rok. Na zamku znajduje się też mauzoleum norweskiej rodziny królewskiej.
Służbę wartowniczą w twierdzy pełni Gwardia Królewska (Hans Majestet Kongens Garde).

## Galeria

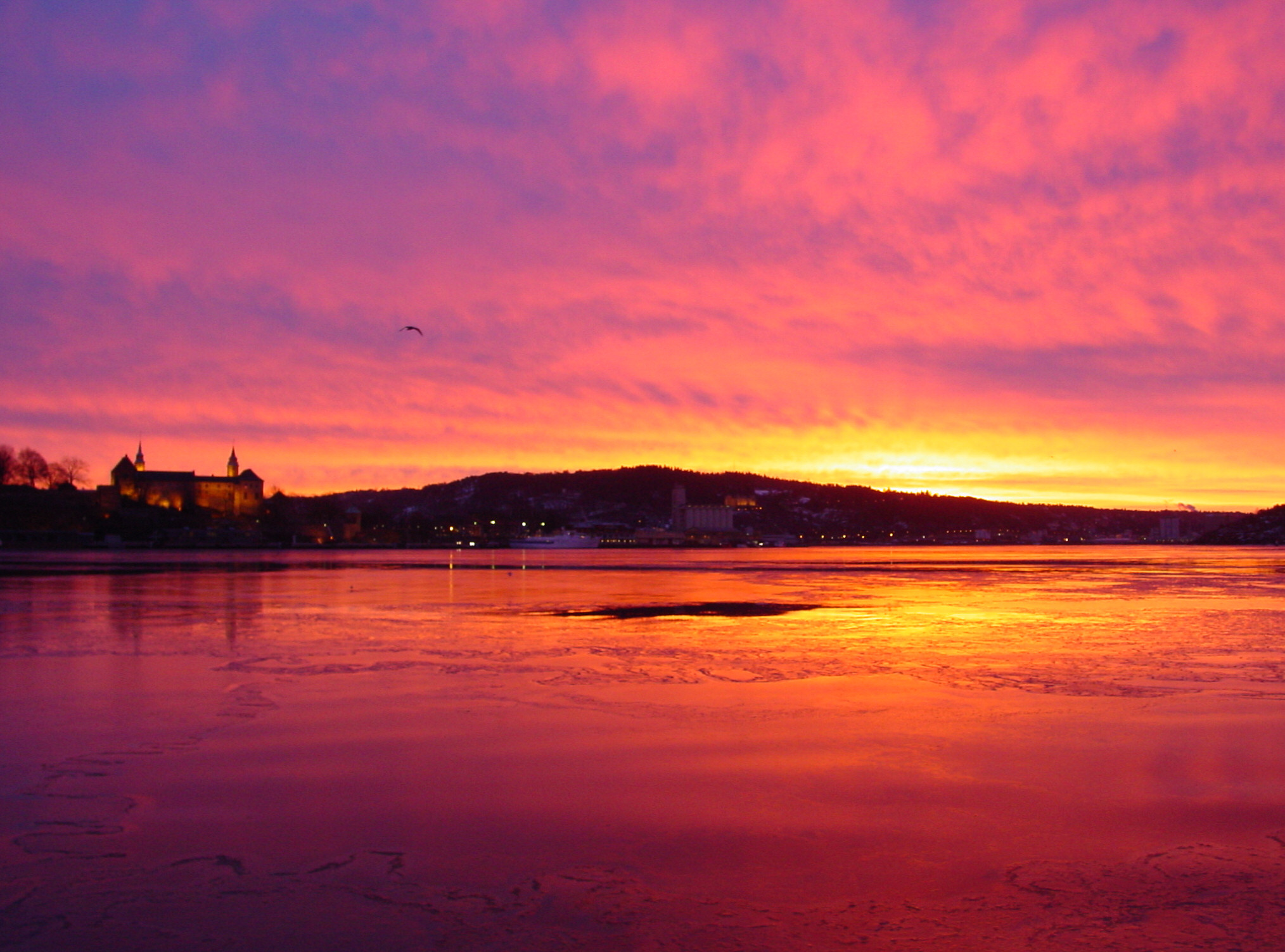
Twierdza stoi w samym centrum portu morskiego w Oslo
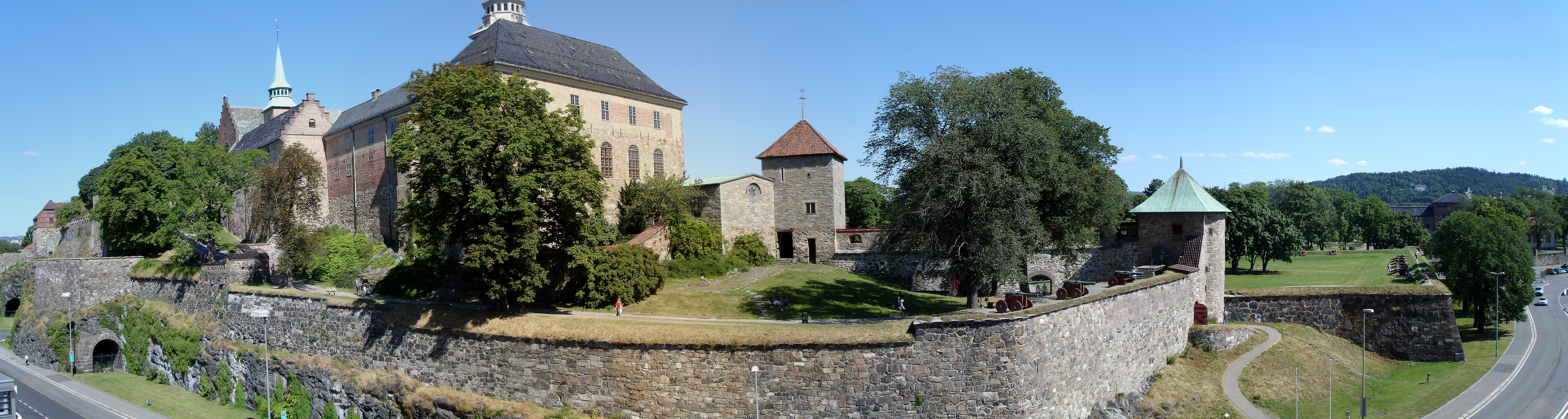
Panorama zamku Akershus od strony morza
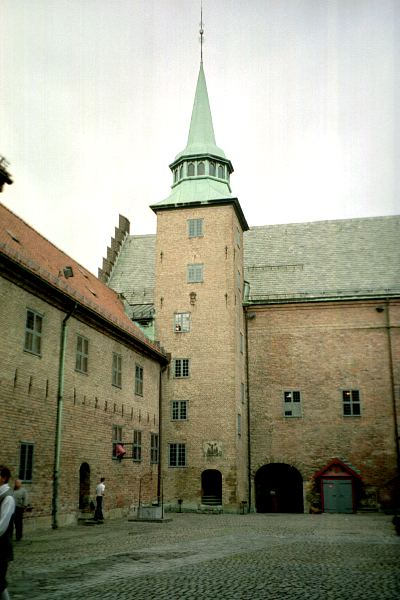
Zamek Akershus
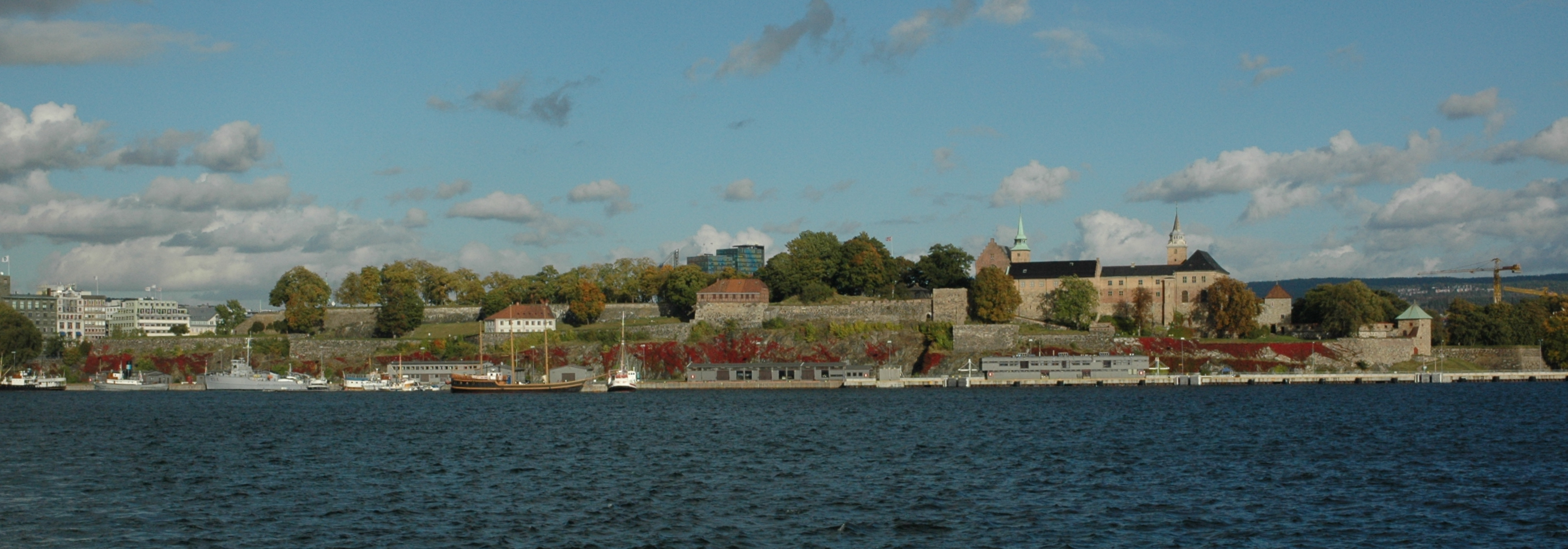
Twierdza Akershus widok od strony zachodniej
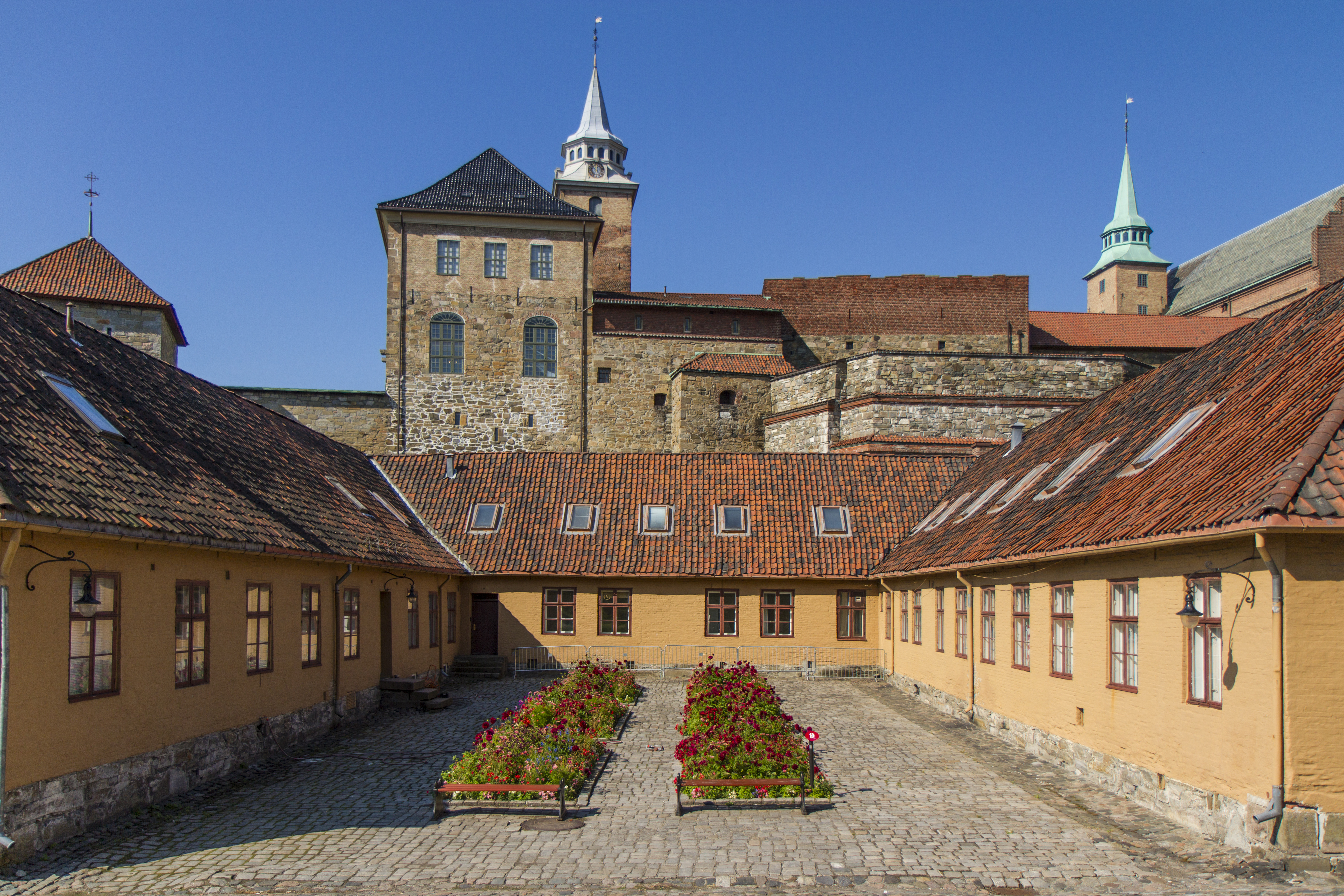
Twierdza Akerhus